# Ткаченко Ярослав Геннадійович
Ткаченко Ярослав Олександрович — український архітектор.
Народився 29 листопада 1968 р. в Таганрозі (Росія) в родині інженера. Закінчив Київський державний технічний університет будівництва та архітектури (1996). Оформив як художник серію книг про І. Кавалерідзе: «Іван Кавалерідзе. Грані творчості» (К., 1995); «Відновлення історії. Памя'тник княгині Ользі в Києві» (К., 1996); «Іван Кавалерідзе. Скульптура» (К., 1997); «Поза часом і простором: Спогади про Івана Кавалерідзе» (К., 1997); «Ярослав Мудрий Івана Кавалерідзе» (К., 1998), а також видання: «Олександр Архипенко. Перші кроки» (К., 1994), «Український біографічний кінодовідник», «Новаторство Архипенка» (К, 2001), «Ренесанс вітчизняного кіно» (К., 2002), «Кіномистецтво України в біографіях» (К., 2003) тощо.